# Заборский, Иван Дмитриевич
Ива́н Дми́триевич Забо́рский (род. 6 мая 1987) — российский легкоатлет-сверхмарафонец, чемпион мира в шестисуточном беге (2025), рекордсмен России в суточном беге (2024) и в Backyard ultra (2023).

## Биография
Родился 6 мая 1987 года.

### Спортсмен
В 2014 году в Москве занял первое место в своём первом сверхмарафоне. За 13 часов он пробежал 137,360 км.
Начиная с 2016 ежегодно стартовал в Спартатлоне.

#### 2023
27—29 мая в посёлке Большеколпанское Ленинградской области установил рекорд России в Backyard ultra — 49 кругов.

#### 2024
На чемпионате мира GOMU по двухсуточному бегу в Балатонфюреде 31 мая — 2 июня был четырнадцатым (19 место в общем зачёте) с личным достижением 327,840 км. 27—29 июля в посёлке Коробицыно Ленинградской области на соревнованиях Biotropika Ultra Trail (нестандартный Backyard ultra) был четвёртым — 66 кругов. 5—6 октября в Волгограде на чемпионате Волгоградской области по суточному бегу превысил рекорд России 2006 года Дениса Жалыбина, показав 284 913 м. 21—25 ноября на двойном Спартатлоне установил рекорд трассы. 490 км он пробежал за 52:52.28.

#### 2025

##### Чемпионат мира GOMU
28 апреля в Валлон-Пон-д’Арк (Франция) стартовал в чемпионате мира GOMU по 6-суточному бегу. Действующий чемпион и рекордсмен мира бельгиец Матьё Бонн, как и многие другие сверхмарафонцы, не участвовал, готовясь к другому чемпионату. В их отсутствие Иван Заборский на пятый день превысил рекорд России 1993 года Александра Глебова (877 435 м). На финише результат выше мирового рекорда — 1047,554 км. Этот результат не может быть утверждён из-за нарушения правил, действующих в отношении российских спортсменов: Иван Заборский финишировал, завернувшись в национальный флаг. Международная ассоциация сверхмарафонцев выступила с официальным разъяснением: 

Наконец, любые выступления российских или белорусских спортсменов, выступающих под национальным флагом, не будут признаны и не будут включены в список рекордов IAU.Оригинальный текст (англ.)Finally, any performances by Russian or Belarusian athletes running under the national flag will not be recognized and will not be included in the IAU records listing— Яцек Бедковски, директор по связям с общественностью IAU

## Результаты

### Соревнования
| Год  | Соревнование   | Город            | Дистанция | Дата              | Результат      | Место | Видео/Фото/ Кинограмма                    |
| ---- | -------------- | ---------------- | --------- | ----------------- | -------------- | ----- | ----------------------------------------- |
| 2025 | Чемпионат мира | Валлон-Пон-д’Арк | 6 суток   | 28 апреля — 4 мая | 1047,554 км WR | I     | · (часть 1) + (часть 2) + (часть 3) (фр.) |

### Рекорды
в стадии утверждения
 не утверждён или позднее отменен
| Дистанция                               | Результат                       | Место            | Дата            | Видео                                     |
| Мировые рекорды                         | Мировые рекорды                 | Мировые рекорды  | Мировые рекорды | Мировые рекорды                           |
| --------------------------------------- | ------------------------------- | ---------------- | --------------- | ----------------------------------------- |
| 6-суточный бег                          | 1047,554 км                     | Валлон-Пон-д’Арк | 28.4—4.5.2025   | · (часть 1) + (часть 2) + (часть 3) (фр.) |
| Рекорды России (не являющиеся мировыми) |                                 |                  |                 |                                           |
| Суточный бег                            | 284 913 м                       | Волгоград        | 5/6.10.2024     |                                           |
| Backyard Ultra                          | 49 кругов (328,594 км)—49:00.00 | Большеколпанское | 27.7—29.7.2023  |                                           |

### Комментарии
1. 1 2 3 4  допинг-контроль не проводился
2. ↑  Трасса была измерена неточно и рекорды не утверждены
3. ↑  рекорд не утверждён